# Pontes e Lacerda (kommun)
Pontes e Lacerda är en kommun i Brasilien.   Den ligger i delstaten Mato Grosso, i den centrala delen av landet, 1 200 km väster om huvudstaden Brasília. Antalet invånare är 41 386.
Följande samhällen finns i Pontes e Lacerda:
- Pontes e Lacerda

Omgivningarna runt Pontes e Lacerda är huvudsakligen savann. Runt Pontes e Lacerda är det mycket glesbefolkat, med 3 invånare per kvadratkilometer.